# Résolution 371 du Conseil de sécurité des Nations unies
Membres permanents
- Chine
- États-Unis
- France
- Royaume-Uni
- URSS

Membres non permanents
- RSS de Biélorussie
- Cameroun
- Costa Rica
- Guyana
- Iraq
- Italie
- Japon
- Mauritanie
- Suède
- Tanzanie

Résolution no 370 Résolution no 372
La résolution 371 du Conseil de sécurité des Nations unies est adoptée à 13 voix contre zéro lors de la 1 833e séance du Conseil de sécurité des Nations unies le 24 juillet 1975, rappelant les déclarations de responsables de la république arabe d'Égypte et un rapport du secrétaire général concernant la Force d'urgence des Nations unies (FUNU), le Conseil s'est déclaré préoccupé par l'absence de progrès vers une paix durable au Moyen-Orient.
Le Conseil a ensuite demandé à toutes les parties concernées d'appliquer la résolution 338, il a renouvelé le mandat de la Force d'urgence pour trois mois supplémentaires jusqu'au 24 octobre 1975, et a demandé au secrétaire général de présenter un rapport sur tout progrès concernant la situation avant l'expiration du mandat renouvelé.
La résolution a été adoptée par 13 voix ; la Chine et l'Irak n'ont pas participé au vote.

### Sources
- (en) Cet article est partiellement ou en totalité issu de l’article de Wikipédia en anglais intitulé « United Nations Security Council Resolution 371 » (voir la liste des auteurs).

### Texte
- Résolution 371 sur fr.wikisource.org
- Résolution 371 sur en.wikisource.org